# Ma Long
Ma Long (chinesisch 馬龍 / 马龙, Pinyin Mǎ Lóng; * 20. Oktober 1988 in Anshan, Liaoning) ist ein chinesischer Tischtennisspieler, der von März 2007 bis Oktober 2018 durchgehend unter den ersten 10 der Weltrangliste der Herren geführt wurde. Er ist der einzige männliche Spieler, der den Grand Slam aus Weltmeisterschaft, World Cup und Olympia zweimal gewinnen konnte. Insgesamt holte er dreimal Gold beim World Cup und zudem sechsmal Gold bei den World Tour Grand Finals und zahlreiche weitere Titel, verbrachte eine Rekordzeit von 64 Monaten auf Platz 1 der Weltrangliste (davon 34 Monate in Folge, ebenfalls ein Rekord) und gilt damit als einer der erfolgreichsten Tischtennisspieler überhaupt. Er ist Rechtshänder und verwendet als Schlägerhaltung den europäischen Shakehand-Stil.

## Werdegang
Im Jahr 2004 gewann Ma Long sowohl die Asien- als auch die Weltmeisterschaften der Jugend und trat ab dem folgenden Jahr zunehmend international in Erscheinung. Im Oktober 2005 verbesserte er sich in der Weltrangliste um mehr als 70 Plätze auf Rang 51, zwei Monate später belegte er bereits Platz 21. Bei der Weltmeisterschaft 2006 war er Teil der Nationalmannschaft und wurde dadurch im Alter von 17 Jahren Weltmeister. Seitdem holte er auch (Stand 2018) alle weiteren WM-Titel mit dem Team. Im März 2007, nach seinem ersten Pro Tour-Sieg im Einzel bei den Kuwait Open, rückte er auf Platz 8 der Weltrangliste und damit erstmals in die Top 10 vor. 2008 wurde er nicht für die Olympischen Spiele nominiert, gewann aber neben der Team-WM auch den Asiencup und die Pro Tour Grand Finals. Zudem nahm er erstmals am World Cup teil, wo er nach einer Halbfinalniederlage gegen Timo Boll Bronze gewann, genau wie beim World Cup im Jahr darauf, diesmal nach einer Halbfinalniederlage gegen Vladimir Samsonov. 2009 gewann er mit Bronze auch seine erste Einzelmedaille bei Weltmeisterschaften, zusätzlich zu Silber im Doppel. Außerdem gewann er erneut Gold beim Asiencup und den Pro Tour Grand Finals, bei den Asienmeisterschaften holte er als erster Spieler sogar alle vier Titel (im Einzel, Doppel, Mixed und mit dem Team).
| Niederlagen gegen ausländische Spieler seit Erreichen der Top 10 | Niederlagen gegen ausländische Spieler seit Erreichen der Top 10 | Niederlagen gegen ausländische Spieler seit Erreichen der Top 10 | Niederlagen gegen ausländische Spieler seit Erreichen der Top 10 |
| Gegner                                                           | Datum                                                            | Turnier                                                          | Erg.                                                             |
| ---------------------------------------------------------------- | ---------------------------------------------------------------- | ---------------------------------------------------------------- | ---------------------------------------------------------------- |
| Joo Se-hyuk                                                      | 25.05.2007                                                       | Weltmeisterschaft                                                | 2:4                                                              |
| Vladimir Samsonov                                                | 16.03.2008                                                       | Kuwait Open                                                      | 3:4                                                              |
| Timo Boll                                                        | 28.09.2008                                                       | World Cup                                                        | 3:4                                                              |
| Joo Se-hyuk                                                      | 09.06.2009                                                       | China vs. World                                                  | 1:3                                                              |
| Oh Sang-eun                                                      | 16.10.2009                                                       | World Cup                                                        | 3:4                                                              |
| Vladimir Samsonov                                                | 18.10.2009                                                       | World Cup                                                        | 3:4                                                              |
| Seiya Kishikawa                                                  | 19.11.2009                                                       | Asienmeisterschaft (Team)                                        | 0:3                                                              |
| Timo Boll                                                        | 30.05.2010                                                       | Weltmeisterschaft (Team)                                         | 2:3                                                              |
| Chan Kazuhiro                                                    | 28.09.2010                                                       | Team World Cup                                                   | 0:3                                                              |
| Kōki Niwa                                                        | 21.04.2012                                                       | Olympiaqualifikation                                             | 0:3                                                              |
| Lee Sang-su                                                      | 19.05.2012                                                       | Korea Open                                                       | 1:4                                                              |
| Chuang Chih-Yuan                                                 | 28.09.2012                                                       | World Cup                                                        | 0:4                                                              |
| Jeong Sang-eun                                                   | 14.04.2017                                                       | Asienmeisterschaft                                               | 1:3                                                              |
| Timo Boll                                                        | 22.10.2017                                                       | World Cup                                                        | 3:4                                                              |
| Tomokazu Harimoto                                                | 09.06.2018                                                       | Japan Open                                                       | 2:4                                                              |
| Liam Pitchford                                                   | 16.08.2018                                                       | Bulgaria Open                                                    | 3:4                                                              |
| Lin Yun-ju                                                       | 20.07.2019                                                       | T2 Diamond                                                       | 2:4                                                              |
| Tomokazu Harimoto                                                | 01.12.2019                                                       | World Cup                                                        | 2:4                                                              |
| Lin Yun-ju                                                       | 01.12.2019                                                       | World Cup                                                        | 3:4                                                              |
| Patrick Franziska                                                | 20.07.2022                                                       | WTT Budapest                                                     | 2:3                                                              |
| Maharu Yoshimura                                                 | 10.01.2023                                                       | WM-Qualifikation                                                 | 3:4                                                              |
| Lin Yun-ju                                                       | 11.04.2023                                                       | WTT Xinxiang                                                     | 1:3                                                              |
| Lin Yun-ju                                                       | 05.11.2023                                                       | WTT Frankfurt                                                    | 1:4                                                              |
| Lee Sang-su                                                      | 24.02.2024                                                       | Weltmeisterschaft (Team)                                         | 2:3                                                              |
| Patrick Franziska                                                | 12.03.2024                                                       | Singapore Smash                                                  | 2:3                                                              |
| Jang Woo-jin                                                     | 07.05.2024                                                       | Saudi Smash                                                      | 0:3                                                              |

Im Januar 2010 erreichte er zum ersten Mal Platz 1 in der Weltrangliste und hielt diese Position das ganze Jahr über. Außer bei den Asienspielen, die er gewann, folgten in diesem Jahr aber keine weiteren großen Titel. Bei der WM 2011 holte er – wie schon 2009 nach einer Halbfinalniederlage gegen Wang Hao – wieder Bronze im Einzel, den Asiencup und die Pro Tour Grand Finals konnte er zum jeweils dritten Mal gewinnen. Trotzdem fiel er in der Weltrangliste zeitweise bis auf Platz 5 zurück, bevor er im Oktober wieder an die Spitze vorrückte. Zwar wurde er im Einzel dennoch nicht für die Olympischen Spiele 2012 nominiert, dafür gewann er nach einem Finalsieg über Timo Boll in diesem Jahr zum ersten Mal den World Cup. Seine Vorrundenniederlage am 28. September 2012 gegen den Taiwanesen Chuang Chih-Yuan war bis zum 14. April 2017, als er gegen den in der Weltrangliste weit hinter ihm geführten Südkoreaner Jeong Sang-eun verlor, seine letzte Niederlage gegen einen Spieler einer anderen Nation. Bei den nächsten Individualweltmeisterschaften in Paris musste er sich zum dritten Mal in Folge im Halbfinale Wang Hao geschlagen geben, 2014 verlor er beim World Cup das Finale nach 3:2-Führung noch mit 3:4 gegen Zhang Jike.
Den endgültigen Durchbruch schaffte Ma Long schließlich 2015/16: Er kehrte im März 2015 auf Platz 1 der Weltrangliste zurück, wurde Weltmeister und stellte mit seinem sechsten Titel bei den China Open einen neuen Rekord auf. Beim World Cup verlor er nur einen Satz (gegen Omar Assar), während seine Gegner danach im Durchschnitt auf nur sechs Punkte pro Satz kamen. Zudem gewann er Ende des Jahres zum vierten Mal die Grand Finals und wurde 2016 zum ersten Mal im Einzel für die Olympischen Spiele nominiert. Dort schlug er Zhang Jike im Finale mit 4:0 und vollendete somit innerhalb von weniger als 500 Tagen den Grand Slam aus Olympiasieg, Weltmeisterschaft und World-Cup-Titel. Nach Jan-Ove Waldner, Liu Guoliang, Kong Linghui und Zhang Jike war er der fünfte männliche Spieler, dem dies gelang, nach Zhang Jike der zweite, der alle drei Titel gleichzeitig hielt. Ergänzt man diese großen Titel um den bei den World Tour Grand Finals, war er nach Kong Linghui der zweite Spieler, der alle vier gewinnen konnte, und der erste, der bei allen vier Turnieren gleichzeitig Titelträger war. Zu diesem Zeitpunkt hatte er außerdem insgesamt 48 Monate (4 Jahre) an der Spitze der Weltrangliste verbracht, nur übertroffen von Wang Liqin mit 54 Monaten. Dessen Rekord stellte Ma Long schließlich im März 2017 ein, seitdem ist er der Spieler, der die längste Zeit auf Position 1 der Weltrangliste stand. Bei der Weltmeisterschaft 2017 verteidigte er nach Siegen über Timo Boll, Xu Xin und Fan Zhendong seinen Titel im Einzel. Im Juni war er den 28. Monat in Folge auf Platz 1 der Weltrangliste notiert, womit er den Rekord des bisherigen Rekordhalters Wang Hao einstellte, der unter anderem zwischen Oktober 2007 und Dezember 2009 auf Platz 1 gestanden hatte.
Bei den China Open im Juni 2017 boykottierten Ma Long, Fan Zhendong und Xu Xin ihre Achtelfinalpartien. Dies geschah aus Protest dagegen, dass Trainer Liu Guoliang zu einem von 15 Vizepräsidenten „befördert“ worden war und somit sein Traineramt verloren hatte. Zuschauer vor Ort äußerten ihre Unterstützung für Liu Guoliang. Das chinesische Sportministerium kündigte Konsequenzen an. Auch andere chinesische Nationalspieler bekundeten auf Weibo ihre Unterstützung, entsprechende Einträge wurden jedoch nachträglich gelöscht. Am nächsten Tag wurden auf den Weibo-Seiten der Spieler identisch lautende Entschuldigungen veröffentlicht. In der Woche darauf wurden alle für die Australian Open gemeldeten männlichen chinesischen Spieler (darunter Xu Xin und Fan Zhendong) wieder abgemeldet. Ende Oktober verurteilte die ITTF die drei boykottierenden Spieler zu einer Strafzahlung von jeweils 20.000 Dollar. Diese traten bei den chinesischen Nationalspielen im August/September wieder an – ab September bis November spielten sie auch wieder international –, bei denen Ma Long Gold im Einzel gewann und damit als erster Spieler seinen Titel verteidigte. Bei seinem ersten internationalen Auftritt seit den China Open unterlag er im Oktober im World-Cup-Halbfinale Timo Boll mit 3:4 und gewann schließlich Bronze.
Durch die Einführung der neuen Weltrangliste ab 2018, die aktive Spieler belohnt, fiel er im Januar auf Rang 7 zurück, seine schlechteste Position seit mehr als 10 Jahren. Im selben Jahr gewann Ma den Team World Cup und die Weltmeisterschaft mit der Mannschaft und die German und China Open im Einzel. Allerdings hatte er in diesem Jahr auch mit Verletzungsproblemen zu kämpfen und sagte nach den Swedish und Austrian Open auch die Grand Finals ab. Zudem fiel er auch auf Grund zu weniger Einsätze sogar aus den Top 10 der Weltrangliste heraus.

Verlauf der Weltranglistenposition

Nach der Rückkehr aus der Verletzungspause zeigte er mit dem Sieg bei den Qatar Open wieder starke Leistungen, im April gewann er dann die Weltmeisterschaft sowohl im Einzel – dies zum dritten Mal in Folge und ohne in einem Spiel mehr als einen Satz abzugeben – als auch im Doppel. Mit dem Sieg bei den China Open holte er einen Monat später seinen 28. World-Tour-Titel im Einzel und stellte damit einen neuen Rekord auf. Nach den Korea und Australian Open im Juli war er wieder einige Monate lang nicht aktiv. Im November holte er mit der Mannschaft Gold beim Team World Cup, beim Einzel-World-Cup scheiterte er aber im Halbfinale an Tomokazu Harimoto und verlor im Spiel um Platz 3 gegen Lin Yun-ju. Bei den Grand Finals Ende des Jahres unterlag er im Finale gegen Fan Zhendong und gewann dadurch Silber, genau wie beim World Cup im November 2020. Ein Finalsieg über Fan gelang Ma Long wieder bei den kurz darauf stattfindenden ITTF Finals, womit er sich die Goldmedaille sicherte.
Bei den Olympischen Spielen in Tokio gewann er im Halbfinale mit 4:3 gegen Dimitrij Ovtcharov und im Finale mit 4:2 gegen Fan Zhendong. Damit wurde er der erste männliche Spieler, der bei Olympischen Spielen zwei Goldmedaillen im Einzel und somit auch den Grand Slam aus Olympia, WM und World Cup zweimal gewinnen konnte. Mit der chinesischen Mannschaft holte er seinen dritten Titel im Teamwettbewerb und wurde damit der erste Tischtennisspieler überhaupt mit fünf olympischen Goldmedaillen. Aufgrund von Knieproblemen nahm er nicht an der Weltmeisterschaft 2021 teil, mit dem chinesischen Team wurde er 2022 zum achten Mal Weltmeister.
Seinen WM-Titel konnte er 2023 nicht verteidigen, im Halbfinale unterlag er Wang Chuqin. Dafür wurde er in diesem Jahr zum ersten Mal seit 2013 – und zum vierten Mal insgesamt – noch einmal Asienmeister, 2024 gewann er zum dritten Mal den World Cup. Bei den Olympischen Spielen in Paris trat Ma Long nicht in der Einzelkonkurrenz an. Mit der Mannschaft gewann er die Goldmedaille. Nach dem China Smash 2024, bei dem er Silber gewann, nahm er an keinen internationalen Turnieren mehr teil und erklärte im Dezember seinen Rückzug.

## Erfolge
Einzel
- Olympische Spiele: Gold 2016, 2021
- Weltmeisterschaften: Gold 2015, 2017, 2019, Bronze 2009, 2011, 2013, 2023
- World Cup: Gold 2012, 2015, 2024, Silber 2014, 2020, Bronze 2008, 2009, 2017
- World Tour Grand Finals/WTT Cup Finals: Gold 2008, 2009, 2011, 2015, 2016, 2020, Silber 2013, 2019, Bronze 2007, 2022
- 28 Titel auf der World Tour / Pro Tour
- Asienmeisterschaft: Gold 2009, 2012, 2013, 2023, Silber 2007
- Asienspiele: Gold 2010
- Asian Cup: Gold 2008, 2009, 2011, 2014, Silber 2019
- Chinesische Nationalspiele: Gold 2013, 2017
- Chinesische Meisterschaften: Gold 2011
- Jugend-Weltmeisterschaft: Gold 2004

Doppel
- Weltmeisterschaften: Gold 2011 (mit Xu Xin), 2019 (Wang Chuqin), Silber 2009 (Xu Xin)
- Asienmeisterschaft: Gold 2007, 2009, Silber 2023
- Asienspiele: Gold 2014, Bronze 2006
- Grand Smash: Gold: Singapore Smash 2024, Saudi Smash 2024
- World Tour Grand Finals: Gold 2006, Silber 2011, Bronze 2007

- 24 Titel auf der WTT Series / World Tour / Pro Tour
- Chinesische Nationalspiele: Gold 2021
- Chinesische Meisterschaften: Gold 2010, 2015, 2020
- Jugend-Weltmeisterschaft: Silber 2004 (mit Zhou Bin)

Mixed
- Asienmeisterschaft: Gold 2009, Bronze 2005
- Chinesische Nationalspiele: Gold 2013 (mit Ding Ning)
- Chinesische Meisterschaften: Gold 2012
- Jugend-Weltmeisterschaft: Silber 2003, 2004 (mit Chang Chenchen)[27]

Mannschaft
- Olympische Spiele: Gold 2012, 2016, 2021, 2024
- Weltmeisterschaften: Gold 2006, 2008, 2010, 2012, 2014, 2016, 2018, 2022, 2024
- World Cup: Gold 2009, 2010, 2011, 2013, 2015, 2018, 2019
- ITTF Mixed World Team Cup: 2023
- Asienmeisterschaft: Gold 2005, 2007, 2009, 2012, 2013, 2017, 2023
- Asienspiele: Gold 2006, 2010, 2014, 2023
- Chinesische Meisterschaften: Gold 2011, 2012, 2018
- Chinesische Superliga: Gold 2009, 2012, 2013, 2015, 2023
- Jugend-Weltmeisterschaft: Gold 2003, 2004

## Turnierergebnisse
Quelle: ITTF-Datenbank
| Verband | Veranstaltung                 | Jahr | Ort            | Land | Einzel        | Doppel        | Mixed         | Team |
| ------- | ----------------------------- | ---- | -------------- | ---- | ------------- | ------------- | ------------- | ---- |
| CHN     | Asienmeisterschaft            | 2023 | Pyeongchang    | KOR  | Gold          | Silber        |               | Gold |
| CHN     | Asienmeisterschaft            | 2017 | Wuxi           | CHN  | letzte 32     |               |               | Gold |
| CHN     | Asienmeisterschaft            | 2013 | Busan          | KOR  | Gold          |               |               | Gold |
| CHN     | Asienmeisterschaft            | 2012 | Macau          | MAC  | Gold          |               |               | Gold |
| CHN     | Asienmeisterschaft            | 2009 | Lucknow        | IND  | Gold          | Gold          | Gold          | Gold |
| CHN     | Asienmeisterschaft            | 2007 | Yangzhou       | CHN  | Silber        | Gold          |               | Gold |
| CHN     | Asienmeisterschaft            | 2005 | Jeju-do        | KOR  |               |               | Halbfinale    | Gold |
| CHN     | Asian Cup                     | 2019 | Yokohama       | JPN  | Silber        |               |               |      |
| CHN     | Asian Cup                     | 2014 | Wuhan          | CHN  | Gold          |               |               |      |
| CHN     | Asian Cup                     | 2011 | Changsha       | CHN  | Gold          |               |               |      |
| CHN     | Asian Cup                     | 2009 | Hangzhou       | CHN  | Gold          |               |               |      |
| CHN     | Asian Cup                     | 2008 | Sapporo        | JPN  | Gold          |               |               |      |
| CHN     | Asienspiele                   | 2022 | Hangzhou       | CHN  |               |               |               | Gold |
| CHN     | Asienspiele                   | 2014 | Suwon          | KOR  |               | Gold          |               | Gold |
| CHN     | Asienspiele                   | 2010 | Guangzhou      | CHN  | Gold          |               |               | Gold |
| CHN     | Asienspiele                   | 2006 | Doha           | QAT  |               | Halbfinale    | Viertelfinale | Gold |
| CHN     | Asienmeisterschaft (Junioren) | 2004 | New Delhi      | IND  | Gold          | Silber        | Gold          | Gold |
| CHN     | Asienmeisterschaft (Junioren) | 2003 | Hyderabad      | IND  |               | Silber        |               |      |
| CHN     | Olympische Spiele             | 2024 | Paris          | FRA  |               |               |               | Gold |
| CHN     | Olympische Spiele             | 2021 | Tokio          | JPN  | Gold          |               |               | Gold |
| CHN     | Olympische Spiele             | 2016 | Rio de Janeiro | BRA  | Gold          |               |               | Gold |
| CHN     | Olympische Spiele             | 2012 | London         | ENG  |               |               |               | Gold |
| CHN     | Grand Smash                   | 2024 | Peking         | CHN  | Silber        |               |               |      |
| CHN     | Grand Smash                   | 2024 | Dschidda       | KSA  | letzte 32     | Gold          |               |      |
| CHN     | Grand Smash                   | 2024 | Singapur       | SIN  | letzte 32     | Gold          |               |      |
| CHN     | Grand Smash                   | 2023 | Singapur       | SIN  | Silber        |               |               |      |
| CHN     | Grand Smash                   | 2022 | Singapur       | SIN  | Silber        |               |               |      |
| CHN     | WTT Series (Contender)        | 2024 | Taiyuan        | CHN  |               | Gold          |               |      |
| CHN     | WTT Series (Champions)        | 2024 | Incheon        | KOR  | Halbfinale    |               |               |      |
| CHN     | WTT Series (Star Contender)   | 2024 | Doha           | QAT  | Viertelfinale | Silber        |               |      |
| CHN     | WTT Series (Champions)        | 2023 | Frankfurt      | GER  | Silber        |               |               |      |
| CHN     | WTT Series (Star Contender)   | 2023 | Lanzhou        | CHN  | Silber        |               |               |      |
| CHN     | WTT Series (Star Contender)   | 2023 | Ljubljana      | SLO  | letzte 16     | Silber        |               |      |
| CHN     | WTT Series (Champions)        | 2023 | Macau          | MAC  | Silber        |               |               |      |
| CHN     | WTT Series (Star Contender)   | 2022 | Budapest       | HUN  | Halbfinale    | Halbfinale    |               |      |
| CHN     | Pro Tour                      | 2020 | Doha           | QAT  | letzte 16     | Gold          |               |      |
| CHN     | Pro Tour                      | 2020 | Magdeburg      | GER  | Silber        | Silber        |               |      |
| CHN     | Pro Tour                      | 2019 | Geelong        | AUS  | Halbfinale    | Silber        |               |      |
| CHN     | Pro Tour                      | 2019 | Busan          | KOR  | Silber        |               |               |      |
| CHN     | Pro Tour                      | 2019 | Shenzhen       | CHN  | Gold          | Silber        |               |      |
| CHN     | Pro Tour                      | 2019 | Doha           | QAT  | Gold          | Viertelfinale |               |      |
| CHN     | Pro Tour                      | 2018 | Panagjurischte | BUL  | letzte 32     | Gold          |               |      |
| CHN     | Pro Tour                      | 2018 | Shenzhen       | CHN  | Gold          | Halbfinale    |               |      |
| CHN     | Pro Tour                      | 2018 | Bremen         | GER  | Gold          | Gold          |               |      |
| CHN     | Pro Tour                      | 2017 | Tokio          | JPN  | Gold          | Gold          |               |      |
| CHN     | Pro Tour                      | 2017 | Doha           | QAT  | Gold          | letzte 16     |               |      |
| CHN     | Pro Tour                      | 2016 | Chengdu        | CHN  | Silber        | Gold          |               |      |
| CHN     | Pro Tour                      | 2016 | Tokio          | JPN  | Halbfinale    | Gold          |               |      |
| CHN     | Pro Tour                      | 2016 | Incheon        | KOR  | Silber        | Halbfinale    |               |      |
| CHN     | Pro Tour                      | 2016 | Doha           | QAT  | Gold          | letzte 16     |               |      |
| CHN     | Pro Tour                      | 2016 | Kuwait City    | KUW  | Silber        | Halbfinale    |               |      |
| CHN     | Pro Tour                      | 2016 | Berlin         | GER  | Gold          |               |               |      |
| CHN     | Pro Tour                      | 2015 | Bremen         | GER  | Gold          | Viertelfinale |               |      |
| CHN     | Pro Tour                      | 2015 | Warschau       | POL  | letzte 32     | Viertelfinale |               |      |
| CHN     | Pro Tour                      | 2015 | Chengdu        | CHN  | Gold          | Halbfinale    |               |      |
| CHN     | Pro Tour                      | 2015 | Kobe           | JPN  | letzte 16     | Gold          |               |      |
| CHN     | Pro Tour                      | 2015 | Kuwait City    | KUW  | Gold          | Halbfinale    |               |      |
| CHN     | Pro Tour                      | 2014 | Chengdu        | CHN  | Gold          | Gold          |               |      |
| CHN     | Pro Tour                      | 2014 | Doha           | QAT  | letzte 16     | Viertelfinale |               |      |
| CHN     | Pro Tour                      | 2013 | Dubai          | UAE  | Silber        |               |               |      |
| CHN     | Pro Tour                      | 2013 | Suzhou         | CHN  | Gold          | Gold          |               |      |
| CHN     | Pro Tour                      | 2013 | Changchun      | CHN  | Gold          | Gold          |               |      |
| CHN     | Pro Tour                      | 2013 | Incheon City   | KOR  | Silber        | Silber        |               |      |
| CHN     | Pro Tour                      | 2013 | Doha           | QAT  | Gold          | Silber        |               |      |
| CHN     | Pro Tour                      | 2013 | Kuwait City    | KUW  | Silber        | Silber        |               |      |
| CHN     | Pro Tour                      | 2012 | Shanghai       | CHN  | Silber        | Gold          |               |      |
| CHN     | Pro Tour                      | 2012 | Incheon City   | KOR  | letzte 16     | Gold          |               |      |
| CHN     | Pro Tour                      | 2012 | Velenje        | SLO  | Silber        | Gold          |               |      |
| CHN     | Pro Tour                      | 2012 | Budapest       | HUN  | Gold          |               |               |      |
| CHN     | Pro Tour                      | 2011 | Stockholm      | SWE  | Gold          | Viertelfinale |               |      |
| CHN     | Pro Tour                      | 2011 | Schwechat      | AUT  | Gold          | Gold          |               |      |
| CHN     | Pro Tour                      | 2011 | Suzhou         | CHN  | Gold          | Silber        |               |      |
| CHN     | Pro Tour                      | 2011 | Shenzen        | CHN  | Silber        | Gold          |               |      |
| CHN     | Pro Tour                      | 2011 | Dubai          | UAE  | Silber        | Halbfinale    |               |      |
| CHN     | Pro Tour                      | 2011 | Doha           | QAT  | Halbfinale    | Halbfinale    |               |      |
| CHN     | Pro Tour                      | 2010 | Berlin         | GER  | Gold          | Gold          |               |      |
| CHN     | Pro Tour                      | 2010 | Kuwait City    | KUW  | Halbfinale    | Gold          |               |      |
| CHN     | Pro Tour                      | 2010 | Doha           | QAT  | Halbfinale    | Viertelfinale |               |      |
| CHN     | Pro Tour                      | 2009 | Sheffield      | ENG  | Gold          | Gold          |               |      |
| CHN     | Pro Tour                      | 2009 | Su Zhou        | CHN  | Gold          | Halbfinale    |               |      |
| CHN     | Pro Tour                      | 2009 | Doha           | QAT  | letzte 32     | Gold          |               |      |
| CHN     | Pro Tour                      | 2009 | Kuwait City    | KUW  | Gold          | Silber        |               |      |
| CHN     | Pro Tour                      | 2009 | Frederikshavn  | DEN  | Gold          |               |               |      |
| CHN     | Pro Tour                      | 2009 | Frederikshavn  | DEN  |               | Gold          |               |      |
| CHN     | Pro Tour                      | 2008 | Shanghai       | CHN  | Viertelfinale | Halbfinale    |               |      |
| CHN     | Pro Tour                      | 2008 | Singapur       | SIN  | Gold          | Viertelfinale |               |      |
| CHN     | Pro Tour                      | 2008 | Daejeon        | KOR  | Gold          | Silber        |               |      |
| CHN     | Pro Tour                      | 2008 | Yokohama       | JPN  | Halbfinale    |               |               |      |
| CHN     | Pro Tour                      | 2008 | Changchun      | CHN  | Halbfinale    |               |               |      |
| CHN     | Pro Tour                      | 2008 | Doha           | QAT  | Viertelfinale | Silber        |               |      |
| CHN     | Pro Tour                      | 2008 | Kuwait City    | KUW  | Halbfinale    | Halbfinale    |               |      |
| CHN     | Pro Tour                      | 2007 | Stockholm      | SWE  | Silber        | Gold          |               |      |
| CHN     | Pro Tour                      | 2007 | Bremen         | GER  | Gold          | Halbfinale    |               |      |
| CHN     | Pro Tour                      | 2007 | Toulouse       | FRA  | Halbfinale    |               |               |      |
| CHN     | Pro Tour                      | 2007 | Shenzhen       | CHN  | Viertelfinale | Silber        |               |      |
| CHN     | Pro Tour                      | 2007 | Nanjing        | CHN  | Viertelfinale | Viertelfinale |               |      |
| CHN     | Pro Tour                      | 2007 | Chiba          | JPN  | Silber        | Viertelfinale |               |      |
| CHN     | Pro Tour                      | 2007 | Salwa Cup      | KUW  | Gold          | Halbfinale    |               |      |
| CHN     | Pro Tour                      | 2007 | Doha           | QAT  | Viertelfinale | Halbfinale    |               |      |
| CHN     | Pro Tour                      | 2007 | Velenje        | SVN  | letzte 16     | letzte 16     |               |      |
| CHN     | Pro Tour                      | 2007 | Zagreb         | HRV  | Halbfinale    | Viertelfinale |               |      |
| CHN     | Pro Tour                      | 2006 | Guangzhou      | CHN  | letzte 16     | Viertelfinale |               |      |
| CHN     | Pro Tour                      | 2006 | Singapur       | SIN  | Halbfinale    | Silber        |               |      |
| CHN     | Pro Tour                      | 2006 | Kunshan        | CHN  | letzte 16     | Halbfinale    |               |      |
| CHN     | Pro Tour                      | 2006 | Kuwait City    | KUW  | letzte 64     | Viertelfinale |               |      |
| CHN     | Pro Tour                      | 2006 | Doha           | QAT  | letzte 32     | Viertelfinale |               |      |
| CHN     | Pro Tour                      | 2006 | Zagreb         | HRV  | letzte 16     | Halbfinale    |               |      |
| CHN     | Pro Tour                      | 2006 | Velenje        | SVN  | Viertelfinale | Gold          |               |      |
| CHN     | Pro Tour                      | 2005 | Göteborg       | SWE  | Viertelfinale | letzte 16     |               |      |
| CHN     | Pro Tour                      | 2005 | Magdeburg      | GER  | Silber        | letzte 16     |               |      |
| CHN     | Pro Tour                      | 2005 | Yokohama       | JPN  | Halbfinale    | Viertelfinale |               |      |
| CHN     | Pro Tour                      | 2005 | Shenzhen       | CHN  | Halbfinale    | Silber        |               |      |
| CHN     | Pro Tour                      | 2005 | Harbin         | CHN  | letzte 32     | Gold          |               |      |
| CHN     | Pro Tour                      | 2005 | Doha           | QAT  | letzte 32     |               |               |      |
| CHN     | WTT Finals                    | 2023 | Doha           | QAT  | Viertelfinale |               |               |      |
| CHN     | WTT Cup Finals                | 2022 | Xinxiang       | CHN  | Halbfinale    |               |               |      |
| CHN     | ITTF Finals                   | 2020 | Zhengzhou      | CHN  | Gold          |               |               |      |
| CHN     | World Tour Grand Finals       | 2019 | Zhengzhou      | CHN  | Silber        |               |               |      |
| CHN     | World Tour Grand Finals       | 2016 | Doha           | QAT  | Gold          |               |               |      |
| CHN     | World Tour Grand Finals       | 2015 | Lissabon       | POR  | Gold          |               |               |      |
| CHN     | World Tour Grand Finals       | 2013 | Dubai          | VAE  | Silber        |               |               |      |
| CHN     | Pro Tour Grand Finals         | 2011 | London         | ENG  | Gold          | Silber        |               |      |
| CHN     | Pro Tour Grand Finals         | 2009 | Macau          | MAC  | Gold          |               |               |      |
| CHN     | Pro Tour Grand Finals         | 2008 | Macau          | MAC  | Gold          |               |               |      |
| CHN     | Pro Tour Grand Finals         | 2007 | Peking         | CHN  | Halbfinale    | Halbfinale    |               |      |
| CHN     | Pro Tour Grand Finals         | 2006 | Hong-Kong      | HKG  |               | Gold          |               |      |
| CHN     | Pro Tour Grand Finals         | 2005 | Fuzhou         | CHN  | Viertelfinale |               |               |      |
| CHN     | Weltmeisterschaft             | 2024 | Busan          | KOR  |               |               |               | Gold |
| CHN     | Weltmeisterschaft             | 2023 | Durban         | RSA  | Halbfinale    |               |               |      |
| CHN     | Weltmeisterschaft             | 2022 | Chengdu        | CHN  |               |               |               | Gold |
| CHN     | Weltmeisterschaft             | 2019 | Budapest       | HUN  | Gold          | Gold          |               |      |
| CHN     | Weltmeisterschaft             | 2018 | Halmstad       | SWE  |               |               |               | Gold |
| CHN     | Weltmeisterschaft             | 2017 | Düsseldorf     | GER  | Gold          | letzte 16     |               |      |
| CHN     | Weltmeisterschaft             | 2016 | Kuala Lumpur   | MAS  |               |               |               | Gold |
| CHN     | Weltmeisterschaft             | 2015 | Suzhou         | CHN  | Gold          | letzte 32     |               |      |
| CHN     | Weltmeisterschaft             | 2014 | Tokio          | JPN  |               |               |               | Gold |
| CHN     | Weltmeisterschaft             | 2013 | Paris          | FRA  | Halbfinale    |               |               |      |
| CHN     | Weltmeisterschaft             | 2012 | Dortmund       | GER  |               |               |               | Gold |
| CHN     | Weltmeisterschaft             | 2011 | Rotterdam      | NED  | Halbfinale    | Gold          |               |      |
| CHN     | Weltmeisterschaft             | 2010 | Moskau         | RUS  |               |               |               | Gold |
| CHN     | Weltmeisterschaft             | 2009 | Yokohama       | JPN  | Halbfinale    | Silber        |               |      |
| CHN     | Weltmeisterschaft             | 2008 | Guangzhou      | CHN  |               |               |               | Gold |
| CHN     | Weltmeisterschaft             | 2007 | Zagreb         | HRV  | letzte 16     | letzte 16     |               |      |
| CHN     | Weltmeisterschaft             | 2006 | Bremen         | GER  |               |               |               | Gold |
| CHN     | Jugend-Weltmeisterschaft      | 2004 | Kobe           | JPN  | Gold          | Silber        | Silber        | Gold |
| CHN     | Jugend-Weltmeisterschaft      | 2003 | Santiago       | CHI  | Viertelfinale |               | Silber        | Gold |
| CHN     | World Cup                     | 2024 | Macau          | MAC  | Gold          |               |               |      |
| CHN     | World Cup                     | 2020 | Weihai         | CHN  | Silber        |               |               |      |
| CHN     | World Cup                     | 2019 | Chengdu        | CHN  | 4. Platz      |               |               |      |
| CHN     | World Cup                     | 2017 | Lüttich        | BEL  | 3. Platz      |               |               |      |
| CHN     | World Cup                     | 2015 | Halmstad       | SWE  | Gold          |               |               |      |
| CHN     | World Cup                     | 2014 | Düsseldorf     | GER  | Silber        |               |               |      |
| CHN     | World Cup                     | 2012 | Liverpool      | ENG  | Gold          |               |               |      |
| CHN     | World Cup                     | 2009 | Moskau         | RUS  | 3. Platz      |               |               |      |
| CHN     | World Cup                     | 2008 | Lüttich        | BEL  | 3. Platz      |               |               |      |
| CHN     | WTC-World Team Cup            | 2019 | Tokio          | JPN  |               |               |               | Gold |
| CHN     | WTC-World Team Cup            | 2018 | London         | ENG  |               |               |               | Gold |
| CHN     | WTC-World Team Cup            | 2015 | Dubai          | UAE  |               |               |               | Gold |
| CHN     | WTC-World Team Cup            | 2013 | Guangzhou      | CHN  |               |               |               | Gold |
| CHN     | WTC-World Team Cup            | 2011 | Magdeburg      | GER  |               |               |               | Gold |
| CHN     | WTC-World Team Cup            | 2010 | Dubai          | UAE  |               |               |               | Gold |
| CHN     | WTC-World Team Cup            | 2009 | Linz           | AUT  |               |               |               | Gold |
| CHN     | World Junior Circuit          | 2004 | Taiyuan        | CHN  | Halbfinale    |               |               |      |
| CHN     | World Junior Circuit          | 2003 | Wellington     | NZL  | Halbfinale    |               |               |      |